# 奧爾德福特 (北卡羅萊納州)
奧爾德福特（英語：Old Fort）是一個位於美國北卡羅萊納州麥克道威縣的城鎮。

## 人口
根據2020年美國人口普查的數據，奧爾德福特的面積為3.18平方千米，當中陸地面積為3.16平方千米，而水域面積為0.02平方千米。當地共有人口811人，而人口密度為每平方千米255人。